# Kroger
The Kroger Co., «Крогер» — американская сеть супермаркетов, основанная в 1883 году в Цинциннати (штат Огайо). Сеть является вторым крупнейшим розничным продавцом в США после Walmart.

## История
Компания была основана в 1883 году в Цинциннати Бернардом Крогером (Bernard Kroger, 1860—1938) под названием Great Western Tea Company. В 1902 году компания, сеть которой уже насчитывала 40 бакалейных магазинов, была зарегистрирована под названием The Kroger Grocery and Baking Company. С 1901 года магазины компании начали продавать выпечку собственного производства, а с 1904 года — мясные продукты; такая универсальность считалась в то время смелой инновацией. Вскоре сеть начала расширяться в другие города штата Огайо, а в 1912 году были куплены 25 магазинов в Сент-Луисе (штат Миссури). В 1920-х годах сеть быстро росла за счёт поглощения других сетей магазинов и к 1929 году достигла своего максимума — 5575 магазинов. В 1928 году Бернард Крогер отошёл от дел компании. В годы Великой депрессии компании пришлось закрыть ряд магазинов. В 1930 году была создана дочерняя компания по оптовой закупке товаров для магазинов. Также в 1930 году один из менеджеров, Майкл Куллен, предложил новый формат торговли — супермаркеты; не встретив поддержки руководства компании, он открыл первый супермаркет в нью-йоркском районе Куинс своими силами, основав таким образом новую сеть King Kullen. Kroger Company, убедившись в перспективности этого начинания, решила последовать примеру, и к 1935 году у неё уже было 50 супермаркетов. Также в 1930-х годах появились замороженные продукты и тележки для покупок.
В 1946 году название компании было изменено на The Kroger Company, с этим начался новый этап роста. Компания вышла на рынки Калифорнии, Миннесоты и Техаса, повсеместно начала проходить замена небольших магазинов на супермаркеты, развивалась и сеть собственных предприятий по производству продовольствия; к 1952 году оборот Kroger достиг миллиарда долларов. В 1960 году была куплена сеть аптек, которую Kroger начала быстро расширять. Оборот в 2 млрд долларов был достигнут в 1963 году.
В 1983 году The Kroger Company объединилась с сетью Dillon Companies. В 1999 году была куплена компания Fred Meyer, владевшая несколькими сетями супермаркетов и ювелирных магазинов; эта покупка сделала Kroger крупнейшей сетью США по количеству торговых точек. В 2013 году за 2,5 млрд долларов была куплена сеть из 212 магазинов Harris Teeter. В ноябре 2015 году была куплена сеть Roundy’s, стоимость сделки составила 800 млн долларов. В феврале 2018 года за 2,15 млрд долларов было продано 762 магазина, покупателем стала британская частная компания EG Group, владеющая сетями АЗС, магазинов и ресторанов в Европе, Австралии и США. В мае 2018 года за 200 млн долларов была куплена компания по доставке готовых блюд Home Chef. В 2019 году была создана дочерняя компания 84,51°, занимающаяся анализом поведения покупателей. В октябре 2022 года было достигнуто соглашение о поглощении компании Albertsons в сделке стоимостью 25 млрд долларов; общее число магазинов достигнет около 5 тыс..

## Собственники и руководство
Акции компании котируются на Нью-Йоркской фондовой бирже. Институциональным инвесторам по состоянию на начало 2023 года принадлежало 80 % акций, крупнейшими из них были: The Vanguard Group (11,5 %), BlackRock (9,2 %), Berkshire Hathaway (7,0 %) State Street Global Advisors (4,8 %), Geode Capital Management (1,9 %), Dimensional Fund Advisors (1,6 %).
Уильям Родни Макмуллен (William Rodney McMullen, род. в 1961 году) — председатель совета директоров и главный исполнительный директор с 2014 года, в компании с 1978 года. Ему принадлежит 5,85 млн акций компании (0,8 %).

## Деятельность
По состоянию на 2022 год сеть компании насчитывала 2726 продуктовых магазинов, из них 2252 имели аптечные киоски, а 1613 — автозаправочные станции. Магазины компании имеются в 35 штатах США и в Вашингтоне и обслуживают около 60 млн домохозяйств. Основными штатами для компании являются Калифорния (295 магазинов), Техас (209), Огайо (201), Джорджия (168), Индиана (152), Северная Каролина (149), Колорадо (148), Аризона (129), Виргиния (123), Мичиган (120), Теннеси (117), Вашингтон (114), Кентукки (112), Висконсин (106), Иллинойс (100).
Сети магазинов компании имеют собственные бренды, такие как Private Selection, Kroger, Big K, Check This Out…, Heritage Farm, Simple Truth и Simple Truth Organic. Около трети продаваемых под этими брендами товаров производятся на собственных предприятиях (14 молокозаводов, 9 пекарен, 5 предприятий по расфасовке бакалейных товаров, 2 завода напитков, 2 сырзавода и мясокомбинат). Помимо сетей магазинов компания осуществляет торговлю через интернет. Выручка за 2021/22 финансовый год составила 137,9 млрд долларов, из них 14,7 млрд пришлось на горючее, 12,4 млрд — на аптечные препараты.
В списке крупнейших публичных компаний в мире Forbes Global 2000 за 2022 год Kroger заняла 291-е место. В списке крупнейших компаний США по размеру выручки Fortune 500 заняла 21-е место.

### Сети магазинов
Сети магазинов по состоянию на 2022 год:
- Kroger
  - JayC Food Stores[англ.] — 64 магазина в Индиане, сеть основана в 1863 году, куплена в 1999 году
  - Pay Less Super Markets[англ.] — 9 супермаркетов в Индиане, сеть основана в 1947 году, куплена в 1999 году
- Fred Meyer[англ.] — 132 гипермаркета в штатах Орегон, Вашингтон, Айдахо и Аляска; сеть основана в 1922 году, куплена в 1998 году
  - Fred Meyer Jewelers[англ.] — сеть ювелирных магазинов (некоторые работают под брендом Littman Jewelers)
- Harris Teeter[англ.] — 257 супермаркетов в штатах Северная и Южная Каролина, Виргиния, Джорджия, Флорида, Делавэр, Мэриленд, а также в городе Вашингтон; две сети были основаны в 1930-х годах, в 1960 году объединились, куплены Kroger в 2013 году
- Ralphs[англ.] — 184 супермаркета в Калифорнии, сеть основана в 1873 году, куплена в 1997 году
- King Soopers[англ.]/City Market — сеть из 151 супермаркета в Колорадо, основана в 1947 году, в 1957 году куплена Dillons
- Roundy's[англ.] — 150 супермаркетов в штатах Висконсин и Иллинойс, сеть основана в 1872 году, куплена в 2015 году
- Smith's Food and Drug[англ.] — 141 супермаркет в штатах Юта, Невада, Нью-Мексико, Аризона, Монтана, Айдахо и Вайоминг; сеть основана в 1911 году, куплена в 1997 году
- Fry's Food and Drug[англ.] — 125 супермаркетов в Аризоне; сеть основана в 1954 году, в 1972 году куплена сетью Dillons
- Food 4 Less[англ.] — 121 супермаркет в Калифорнии, Индиане и Иллинойсе; сеть куплена в 1999 году
- Dillons[англ.] — 80 супермаркетов в штате Канзас, а также несколько магазинов в Миссури под брендом Gerbes и Небраске (Baker’s); сеть основана в 1890 году, куплена в 1983 году
- QFC[англ.] — 59 супермаркетов в штатах Вашингтон и Орегон; сеть основана в 1955 году, куплена в 1997 году
- Ruler Foods[англ.] — 48 дисконтных складов-магазинов в штатах Иллинойс, Индиана, Кентукки, Огайо и Миссури, сеть основана как подразделение JayC Foods в 1998 году
- Mariano's[англ.] — сеть продуктовых магазинов, создана в 2010 году
- Vitacost[англ.] — торговля через интернет, компания основана в 1994 году, куплена в 2014 году
- Home Chef — доставка готовых блюд; компания куплена в 2018 году